# Norifumi Takamoto
Norifumi Takamoto (jap. 高本 詞史, Takamoto Norifumi; * 31. Dezember 1967 in der Präfektur Miyazaki) ist ein ehemaliger japanischer Fußballspieler.

## Karriere
Takamoto erlernte das Fußballspielen in der Schulmannschaft der Miyazaki Technical High School und der Universitätsmannschaft der Fukuoka-Universität. Seinen ersten Vertrag unterschrieb er 1990 bei Toshiba. Der Verein spielte in der höchsten Liga des Landes, der Japan Soccer League. 1993 wechselte er zum Erstligisten Nagoya Grampus Eight. Für den Verein absolvierte er neun Erstligaspiele. 1994 wechselte er zum Zweitligisten Kyōto Purple Sanga. 1995 wurde er mit dem Verein Vizemeister der Japan Football League und stieg in die J1 League auf. Für den Verein absolvierte er 21 Spiele. Ende 1996 beendete er seine Karriere als Fußballspieler.